# Rhein Dream
Die Rhein Dream ist ein 2011 gebautes Fahrgastschiff der Rüdesheimer Rössler-Linie. Die Reederei setzt das Schiff für Linien-, Rund- und Eventfahrten von Rüdesheim aus vor allem im Oberen Mittelrheintal ein.

## Geschichte
Das Schiff wurde auf Bestellung der Rössler-Linie auf der Lux-Werft in Mondorf 2011 unter der Baunummer 196 gebaut. Der am 28. April 2011 auf den Namen Rhein Dream getaufte Neubau erweiterte die bestehende Flotte aus St. Nikolaus 1 (Bj. 1952, 100 Plätze), Rheingau (1985, 250 Plätze) und Rhein Star (2003, 600 Plätze) und gilt als Flaggschiff der Reederei. Seit der Indienststellung im Jahr 2011 ist die Rhein Dream ausschließlich bei der Rössler-Linie im Einsatz.
Das Schiff steht für alle Angebote der Rössler-Linie zur Verfügung, die in erster Linie Rundfahrten zwischen Rüdesheim, Bingen und Assmannshausen anbietet. Zum Einsatz kommt das Schiff bei den täglichen Rundfahrten („Romantik-Tour“, „Burgenrundfahrt“), dazu kommen Rundfahrten um die Loreley, die von St. Goar und St. Goarshausen starten. Zusätzlich setzt die Reederei die Rhein Dream bei besonderen Anlässen und Eventfahrten wie zum Beispiel Rhein in Flammen ein. Darüber hinaus wird das Schiff für kommerzielle Anlässe genutzt („Partyschiff“) und kann für private oder Firmenanlässe gechartert werden.

## Das Schiff
Die Rhein Dream ist 40,20 Meter lang und 8,60 Meter breit. Der Tiefgang beträgt 1,00 Meter. Bei Ablieferung durch die Werft bestand der Antrieb aus zwei Deutz-Dieselmotoren mit jeweils 265 PS, die auf zwei Schottel-Ruderpropeller vom Typ SRP 100 wirkten. Bei einem Motorenneueinbau im Jahr 2022 wurden sie durch zwei Volvo-Penta-Dieselmotoren mit jeweils 355 PS und zwei Schraven-Ruderpropeller vom Typ Z-240 ersetzt. Als Manövrierhilfe ist im Bug eine Bugstrahlanlage mit einer Leistung von 75 PS eingebaut. Das Schiff verfügt über zwei geschlossene Decks und ein offenes Oberdeck. Die Rhein Dream ist für 250 Passagiere zugelassen.